# Le gazze ladre
Le gazze ladre (Jackdaws) è un romanzo di Ken Follett del 2001, del genere preferito dall'autore, le spy story ad ambientazione storica.

## Trama
Il romanzo ha inizio il 28 maggio 1944 a Reims, nella Francia occupata dai nazisti. Felicity Clairet, detta Flick e conosciuta come "la Pantera", è un agente segreto inglese del S.O.E. che collabora con la resistenza francese: l'obiettivo è far saltare in aria il castello di Sainte-Cécile, in cui è situata una centrale telefonica tedesca. Il primo tentativo però fallisce. Flick è costretta a tornare in Inghilterra per organizzare un nuovo piano. Decide di mettere su una squadra tutta al femminile al fine di introdursi nel castello fingendo di essere un gruppo di donne delle pulizie. Dopo l'approvazione dei suoi superiori, e l'appoggio del generale Montgomery, tramite il suo collaboratore e ufficiale statunitense Paul Chancellor, Flick inizia a reclutare le componenti della sua squadra.

La suddivisione della Francia nel 1944

Nel frattempo, dopo il primo assalto al castello, il cinico ufficiale nazista Dieter Franck, che agisce sotto ordini diretti del feldmaresciallo Erwin Rommel, cerca di colpire al cuore della Resistenza francese. Interrogando sotto tortura alcuni prigionieri, riesce ad identificare l'anziana donna, Mademoiselle Lemas, che accoglie gli agenti segreti inglesi e li mette in contatto con Michel Clairet, capo della Resistenza, nonché marito di Flick. Dieter decide di sostituire Mademoiselle Lemas con la sua amante per attirare in trappola tutti i futuri agenti inviati dal S.O.E. Flick riesce a reclutare sei donne: Diana Colefield, sua amica di infanzia appartenente a una nobile famiglia e abile tiratrice; Maude Valentine, ex impiegata del Fany; Ruby Romain, una zingara delinquente esperta nel combattimento corpo a corpo; Jelly Knight, esperta di esplosivi; Greta Garbo, un omosessuale di origini tedesche che si traveste da donna ed esperto nelle telecomunicazioni; infine, Denise. Quest'ultima viene esclusa dal gruppo in un secondo momento per la sua poca affidabilità. La nuova squadra di donne, denominata le gazze ladre, viene addestrata per alcuni giorni dal S.O.E. con il supporto di Paul, responsabile della missione. Durante questo periodo nascono diverse relazioni: Ruby si lega ad un agente, tra Diana e Maude nasce una storia d'amore. Anche Flick e Paul s'innamorano: pur essendo inizialmente combattuta per non voler tradire il marito, alla fine la ragazza cede al corteggiamento dell'ufficiale americano e si lascia andare a una passione che non provava da tempo. Quando tutto è pronto, le gazze partono finalmente per la difficile missione. Non sanno che Dieter Franck è già sulle loro tracce. L'ufficiale tedesco infatti, dopo aver catturato un agente britannico, è riuscito a scoprire il luogo in cui atterreranno le sei donne. Flick però con una straordinaria intuizione riesce a sventare il pericolo e decide di spostare l'atterraggio in un'altra cittadina francese a qualche chilometro di distanza da Reims. Questo tuttavia ritarda l'inizio dell'operazione. Flick arriva a Parigi e si rifugia con le sue compagne in un albergo frequentato perlopiù da prostitute. La ragazza deve fare i conti anche con l'irresponsabilità di Diana e Maude, che finiscono per farsi catturare. Frattanto Paul è preoccupato per Flick e decide di partire per la Francia, ma, appena arrivato, anche lui cade nella trappola di Dieter e della sua amante. Paul viene rinchiuso in uno sgabuzzino della casa di Mademoiselle Lemas. Flick cerca un rifugio per sé e le sue complici, ma scopre che la casa del marito Michel è sorvegliata dai tedeschi. Si reca così da Mademoiselle Lemas, ma anche qui trova una donna sconosciuta, l'amante di Dieter, con due ufficiali nazisti e decide di attaccarli. Ancora una volta riesce a scamparla, uccidendo i nemici, e può ricongiungersi con Paul.

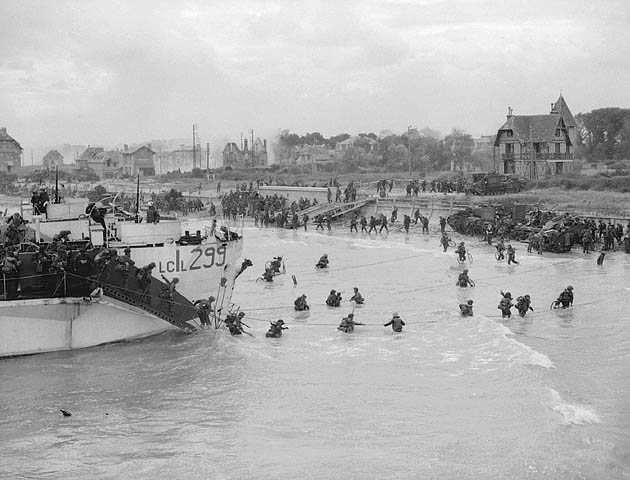
Il D-day, l'inizio della liberazione

A questo punto però Dieter è disperato: dopo l'uccisione della sua amante, ce l'ha ancora di più con Flick e il suo unico obiettivo è prenderla e torturarla. Per raggiungere il suo scopo rimette in libertà Michel, sperando che questo possa condurlo sulle tracce di Flick. Non si sbaglia: Flick si mette subito in contatto con Michel per chiedergli aiuto; pur non amandolo più, non riesce a confessargli la sua relazione con Paul e non trova il coraggio di dirgli che il loro matrimonio è finito. Michel le consiglia un posto dove lei e i suoi compagni possono trascorrere la notte e fissa un incontro per il giorno dopo. Ma Flick si rende conto che Michel è seguito dai nazisti e decide così di mandare a monte il piano. Lascia però una lettera al marito in cui gli dice di prendere un treno per una cittadina vicina, nel tentativo di depistare Dieter proprio nel momento in cui l'assalto al castello sta per avere inizio. Le gazze danno il via alla missione: si travestono da donne delle pulizie e si infiltrano nel castello. Ben presto però Dieter si accorge dell'inganno e si reca a Sainte-Cécile. Inizia per le quattro gazze superstiti una lotta estenuante contro il tempo alla ricerca della centrale telefonica, tra la determinazione di portare a termine l'impresa e la paura di essere scoperte dal nemico, più vicino che mai. Dopo tanti pericoli scampati, solo Flick e Ruby riusciranno ad uscire vive dal castello. Paul le attende all'esterno con un'automobile: le due donne lo raggiungono e insieme fuggono via. Proprio quando tutto sembra ormai finito, Dieter ha un nuovo piano per catturarli: torturare Michel e scoprire il luogo in cui Flick, Paul e Ruby prenderanno l'aereo per tornare in Inghilterra. L'ufficiale tedesco organizza così una squadra di uomini per acciuffare i tre superstiti. Una volta sul posto del decollo, Michel è preso da un senso di colpa e cerca di avvertire Flick del pericolo suonando il clacson dell'auto in cui si trova, sorvegliato dagli ufficiali nazisti. Inizia così una sparatoria nel corso della quale Michel rimane ucciso. Flick, dopo aver udito il suono del clacson, decide di andare a controllare e viene catturata da Dieter, ormai rimasto solo. Vi è il faccia a faccia finale tra i due antagonisti. Ancora una volta la ragazza ha la meglio: riesce a piantare il suo pugnale in un occhio di Dieter ed a fuggire con Paul e Ruby sull'aereo che nel frattempo è arrivato, mentre sorvolano la Manica vedono l'incredibile spiegamento di navi che sta muovendo verso le coste francesi: è il D-Day. L'epilogo della storia si ha un anno dopo quando Flick e Paul si sposano e si trasferiscono negli Stati Uniti, dove lei insegnerà letteratura francese ai giovani americani. Ruby si è pure sposata con un istruttore conosciuto durante l'addestramento. Dieter, rimasto con un occhio solo e menomato intellettualmente, è tornato a casa dalla moglie e i figli, dove è costretto ad una vita di austerità, come tutti i tedeschi nell'immediato dopoguerra.

## Il romanzo
Le gazze ladre del romanzo erano, nella realtà, cinquanta agenti segreti donne specializzate in opere di sabotaggio dietro le linee naziste. Il libro è dedicato sia alle trentasei che sopravvissero che alle quattordici che morirono. Lo sfondo storico funge da contorno oltre che alla spy story anche a due storie d'amore parallele.

## Personaggi
- Felicity "Flick" Clairet - Agente del S.O.E.
- Le gazze ladre:
  - Ruby Romain - Esperta nel combattimento corpo a corpo, delinquente gitana.
  - Diana Colefield - Tiratrice ed esperta nell'uso di armi da fuoco, amica d'infanzia di Flick.
  - Denise - la bugiarda del gruppo.
  - Maude Valentine - Ex impiegata del Fany, il "First Aid Nursing Yeomanry".
  - Geraldine "Jelly" Knight - Esperta di esplosivi, amica di vecchia data di Percy.
  - Greta Garbo - Esperta in telecomunicazioni, travestito di origine tedesca.
- Dieter Franck - Ufficiale nazista dell'intelligence del Terzo Reich.
- Hans Hesse - Braccio destro e assistente di Franck.
- Willi Weber - Ufficiale della Gestapo ed ex-collega di Franck nelle forze dell'Ordnungspolizei, la polizia tedesca.
- Paul Chancellor - Ufficiale americano dell'U.S. Army, agli ordini del generale Bernard Montgomery. Ha una storia d'amore con Flick.
- Michel Clairet - Leader della resistenza francese e marito di Flick.
- Percy Thwaite - Agente del S.O.E., superiore di Flick.
- Mademoiselle Lemas - Simpatizzante della resistenza francese, in aiuto agli agenti del SOE infiltrati in Francia.

## Edizioni
- Ken Follett, Le gazze ladre, traduzione di Annamaria Raffo, Arnoldo Mondadori Editore, 2003,  p. 427, ISBN 978-88-04-51637-8.